# Souvrství Snow Hill Island

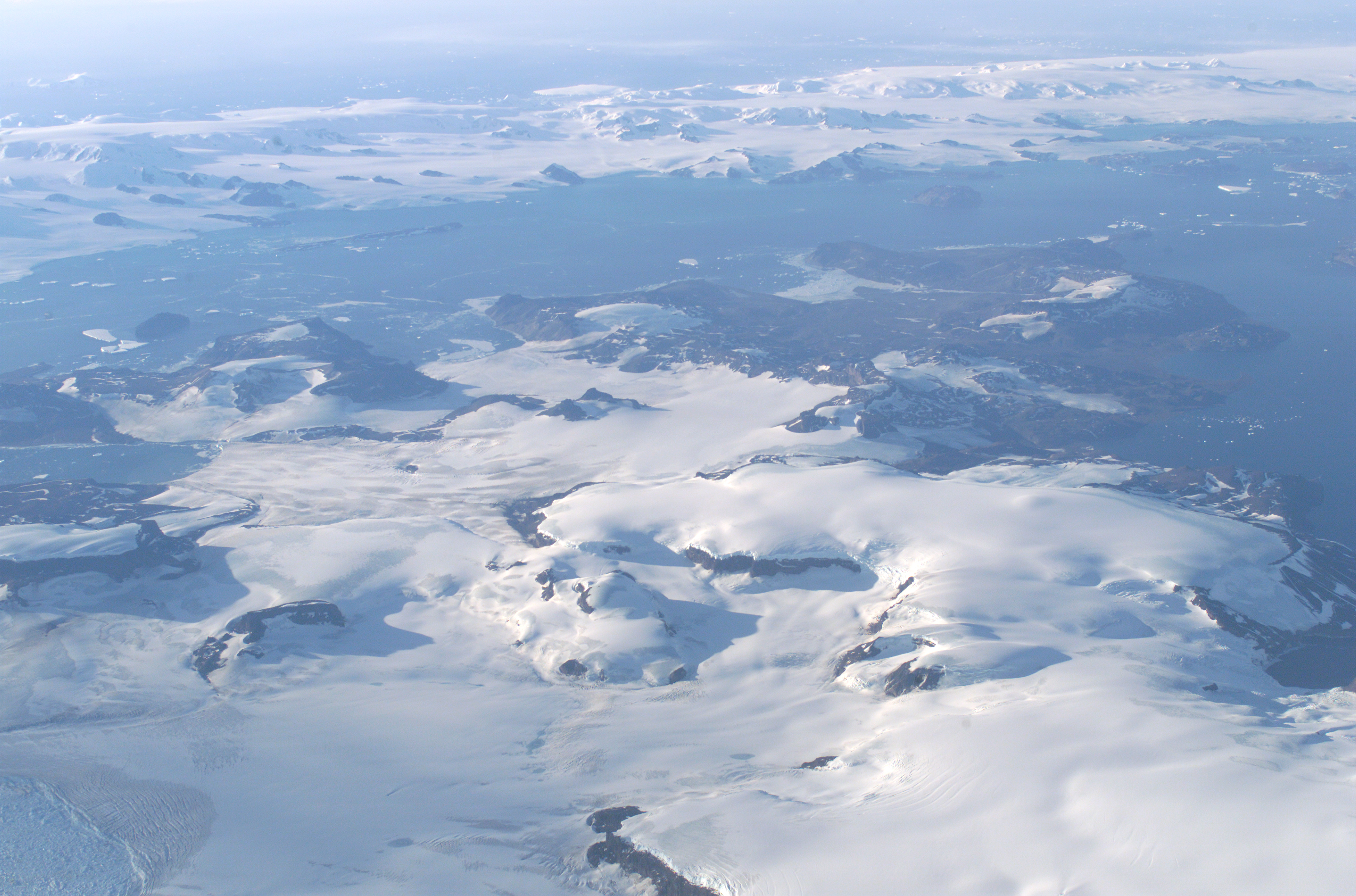
Ostrov Jamese Rosse, na kterém se vyskytují výchozy souvrství Snow Hill Island.

Souvrství Snow Hill Island je geologickým souvrstvím, nacházejícím se na Ostrově Jamese Rosse na severovýchodě Antarktidy. Vrstvy zde mají stáří asi 75 až 72 milionů let, pocházejí tedy z období pozdní křídy (věk pozdní kampán). Hlavními typy hornin zde jsou pískovce a jílovce.

## Paleontologie
I přes velmi nepříznivé klimatické podmínky zde vědecké expedice v minulosti objevily množství fosilií z období pozdních druhohor a zároveň i několik druhů dinosaurů. V roce 1986 zde byl objeven první antarktický dinosaurus, který byl o 20 let později formálně popsán jako Antarctopelta oliveroi. Odkryty byly také fosilní schránky mlžů a amonitů, fosilní ostnokožci, dále fosilie ryb a žraloka rodu Notidanodon. Byly odkryty také fosilie elasmosauridních plesiosaurů (dravých mořských plazů).

## Dinosauří taxony

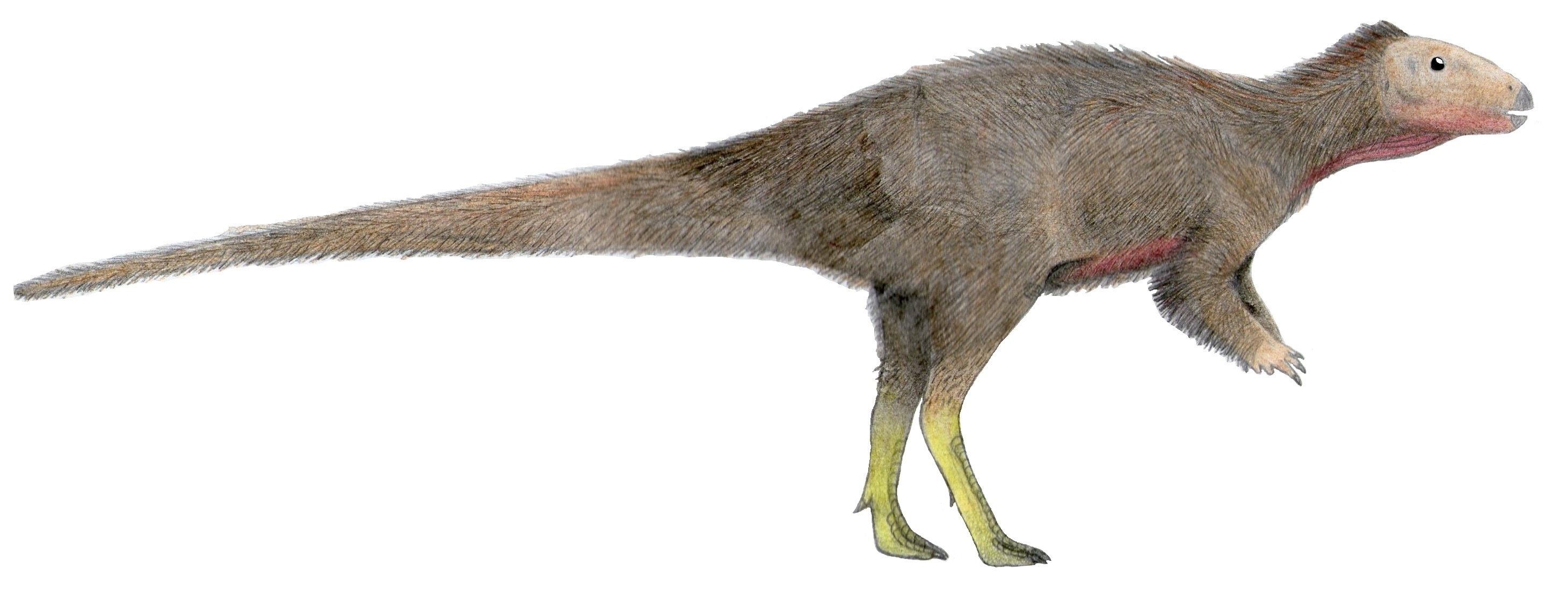
Obrazová rekonstrukce dinosaura rodu Trinisaura.

- Antarctopelta oliveroi (ankylosaurid)[5]

- Imperobator antarcticus (teropod z kladu Paraves)[6]

- Lithostrotia indet. (neidentifikovaný sauropod)[7]

- Morrosaurus antarcticus (ornitopod z kladu Elasmaria)[8]

- Trinisaura santamartaensis (ornitopod z kladu Elasmaria)[9]

### Česká literatura
- Socha, Vladimír (2015). Neznámí dinosauři. Nakl. Mladá fronta, Praha. ISBN 978-80-204-3595-8. (str. 80-81)